# Nephele illustris
Nephele illustris är en fjärilsart som beskrevs av Jordan 1920. Nephele illustris ingår i släktet Nephele och familjen svärmare. Inga underarter finns listade i Catalogue of Life.